# Warud
Warud är en ort i Indien.   Den ligger i distriktet Amravati och delstaten Maharashtra, i den centrala delen av landet, 800 km söder om huvudstaden New Delhi. Warud ligger 402 meter över havet och antalet invånare är 47 817.
Terrängen runt Warud är platt. Runt Warud är det tätbefolkat, med 276 invånare per kvadratkilometer. Warud är det största samhället i trakten. Trakten runt Warud består till största delen av jordbruksmark.